# 단순한 열정
단순한 열정(Passion Simple)은 프랑스에서 제작된 다니엘 아르비드 감독의 2020년 드라마, 멜로/로맨스 영화이다. 레티시아 도슈 등이 주연으로 출연하였다.

## 출연

### 주연
- 레티시아 도슈
- 세르게이 폴루닌
- 카롤린 뒤세